# Madis Kallas
Madis Kallas, född 22 april 1981 i Kingissepa (nuv. Kuressaare) i Estniska SSR, Sovjetunionen, är en estnisk socialdemokratisk politiker och idrottsman. Sedan 17 april 2023 är han Estlands region- och landsbygdsminister.

## Biografi

### Uppväxt och utbildning
Kallas växte upp på Ösel och gick i grundskolan i Kihelkonna på västra Ösel. Han tog gymnasieexamen från gymnasiet i Kuressaare 1999 och avslutade sina universitetsstudier 2004 med en idrottslärarexamen från Tallinns universitet.

### Politiker
Kallas var mellan 2013 och 2015 vice borgmästare i Kuressaare, och valdes därefter i april 2015 till borgmästare. När Ösels kommun bildades genom att Kuressaare slogs samman med flera landsbygdskommuner på ön blev Kallas nytt kommunalråd och kommunstyrelseordförande för hela kommunen. I maj 2020 lämnade han ämbetet med hänvisning till den politiska krishanteringen av COVID-19-pandemin. Den 26 november 2021 återvaldes han dock till kommunalråd.
Han utnämndes 18 juli 2022 till Estlands miljöminister i Kaja Kallas andra regering. I det följande valet 2023 till Riigikogu valdes han in i parlamentet för det 5:e valdistriktet (Hiiumaa, Saaremaa och Läänemaa). Efter regeringsbildningen utsågs han 17 april 2023 åter till minister i premiärminister Kaja Kallas nya mittenkoalition, nu som region- och landsbygdsminister.

### Idrottskarriär
Kallas har tidigare varit aktiv som mångkampare på elitnivå. Han blev 2004 estländsk mästare i sjukamp och har även guldmedaljer från estniska mästerskapen i stafett på 4x400 meter (2008) och 2x110 meter häck (2005). Han var också del av de estländska lag som tog guldmedaljer i lag-EM i mångkamp 2004 och 2005. 
På friidrotts-EM 2006 i Göteborg kom han på 17:e plats i tiokampen.